# 自主規制音
自主規制音（じしゅきせいおん）は、テレビやラジオなどの音声を放送したり広く販売されたりするメディアで、表現の自主規制などのために特定の語句を伏せるために用いられる、「ピー」などのかぶせ音のこと。
代表的な音が「ピー」と聞こえることから「ピー音（ピーおん）」とも呼ばれる。

## 概要

### 報道番組・生放送
報道番組やドキュメンタリーでは、放送禁止用語やプライバシー侵害の恐れのある氏名など、報道するのに相応しくない語句を伏せるために用いられる。しかしニュース番組では後述する生放送の部分が多く、さらに事前に編集した映像では自主規制音を入れるとかえって違和感がある場合もある。そのためそのような素材を使わずに無音にするか、自主規制音を使っても控えめにすることが多い。しかし、その映像の暴力性自体にテーマがある場合などその素材の利用が不可避な場合は、必要な箇所で「ピー音（1kHzの正弦波）」などを被せて、その素材を十分活かすこともある。
生放送では、自主規制が必要な発言などにあわせて、臨機応変に自主規制音をかぶせるのは困難である。このため、アメリカ合衆国のテレビ局などでは生放送の際に、映像と音声を遅延送出システムに通して、30秒から1分の時差を付けて放送することがある。万一、自主規制が必要な発言などがなされた場合は、即座にその部分に遡って自主規制をかけられるようにするためである。同様のシステムは日本でも一部で導入されている。放送禁止用語があった場合は、テレビ局のアナウンサーが「不適切な表現がございました」と詫びることがあるが、どの言葉が「不適切な表現」であったかは「不適切な表現」を更に繰り返すことを避けるため、明示されない。

### バラエティ番組
バラエティ番組では主にいわゆる放送禁止用語や、一般に知られると都合の悪い大物の芸能人などの人物の名前などに対し用いられる。一方で、本来は規制する必要がないが、視聴者の興味を誘うための演出として使われることもある。例えばその芸能人を簡単に特定できるように編集されていたり、語句の一部しかかぶせていなかったり、CM明けや、次回の放送で伏せられた内容が明らかになることを匂わせていたりなどである。また、これに限らず作品作りにおいては本来の使用目的（放送禁止用語の隠蔽）を逆手にとり、なんでもない言葉をあえてピー音で隠して（放送禁止用語を言っていると思わせることで）視聴者の関心を煽るという使い方もある。
クイズ番組ではクイズの正解を最後に発表する場合に多く使われる。制限時間内に解答者が正解を答えた場合、まだ正解を考えている視聴者に分からないように伏せる目的となっている。また回答等が放送するのに相応しくないと判断された場合も、当該語句を伏せる目的で用いられることも多い。
バラエティ番組とその形式を踏むメディアでは、自主規制音は記号として働いていることもある。本当に言ってはいけない言葉は編集でほぼ必ず切られるので、そういう場合にピー音がかぶせられることはほとんどない。

### アニメ・ドラマ・映画
古い映画や落語・アニメなどの作品を放送する際に、作品中の語句が問題となる場合は無音にしたりその部分をカットしてしまったりすることが多い。また、その芸術性を尊重する場合には断りをいれたうえでそのまま放送することもある。詳しくは放送禁止用語を参照。
また一部のアニメでは、ギャグやネタの一環として自主規制音を用いる場合があるが、これは前述したバラエティ番組と同様の用い方である。海外アニメの際、国によって基準が違うため、セリフの語句が問題がある場合はカットやセリフ変更が入ることがある。現在では、収録した音声を編集して、ピー音あるいは、一部無音になることがある。OVAでは、規制自体緩いため、放送禁止用語が公然と出ていることがある。

### アダルト関連
アダルトビデオやアダルトゲームなどでは、スラングや性に関する隠語の一部あるいは性器そのものの語に自主規制音がかけられている。アダルトゲームメーカーの多くが加入するコンピュータソフトウェア倫理機構（ソフ倫）では、自主規制という名目ながら強い審査を行っている。

## 自主規制音のバリエーション
この自主規制音のバリエーションとして、以下のような例がある。
ピー（正弦波1kHz）
最も多用されるであろう音で、報道番組においても用いられることがある。放送用のミキサーなどにはテストトーンとして正弦波1kHzの音響信号を生成する機能がある。このテストトーンを自主規制音に用いたのが「ピー音」の始まりと考えられる。違和感を緩和するため、効果音扱いでピッチを多少変えた音にすることもある。
無音にする
自主規制が必要だがなるべく違和感をなくしたい場合などに使われることがある。音声が外国語で、多くの視聴者が日本語字幕に注目しているような場合、音声の1単語程度を無音にした程度ではあまり気づかれないことも多い。素材がマルチトラックの場合など、BGMや効果音はそのままで、台詞だけを無音化できるようなときには特にその傾向が強い。1960年代～1970年代に放送された日本のテレビアニメの再放送時に、差別用語が含まれている箇所に使われる。
ズキューン/ダダダダダ（拳銃の発射音や機銃掃射音）、ドカーン/チュドーン（爆発音）、チン/カーン(リン・ゴング音)、バーン（破壊・破裂音）などの具体的効果音
バラエティ番組で放送禁止用語（主に性に関する隠語）を伏せるのに用いられる。
電子音（ピヨピヨ、ぼよよよよ…）
クイズ番組で正答を伏せる際に使われることがある。
アーン（女性の喘ぎ声）
主に女性声優や女優などの声をあらかじめ収録したものを使う。ただし、これは専ら性的な発言に対しての差し替え（※一部例外あり）であり、一般的な使われ方をすることはまずない。
これ以外にはコンピュータゲームのサウンドトラックなどから取った効果音も用いられる。例えば『パロディウスだ! 神話からお笑いへ』のルーレット回転中の効果音や『スーパーマリオブラザーズ3』のパワーメーターフル状態の効果音がよく使われる。
また、近年ではテレビ放送や映像ソフト・配信向けなどの映像コンテンツについては、伏せるべき発言（問題のある発言や発表前の正解など）が読唇術などで音声が流れなくとも映像から読み取られることを防ぐため、当該発言をした人物の口元を（作中で）関連性のあるロゴタイプなどで隠しながら自主規制音（ピー音）を鳴らす併用方式が増えている。
フジテレビ「北野ファンクラブ」においては、長くなる場合BGMを被せることがある。